# Holland Car Awash Executive
Der Holland Car Awash Executive ist ein Mittelklassewagen des äthiopischen Automobilherstellers Holland Car, der im Sommer 2009 vorgestellt wurde. Er entstand in dem Joint Venture mit JAC Motors und ist das größere Schwestermodell des Tekeze und des Abay Executive. Designer der Modelle war die italienische Designschmiede Pininfarina.
Der Awash Executive bietet, wie seine Schwestermodelle, serienmäßig einen dreifachen Seitenaufprallschutz, ABS, EBD, elektronisch verstellbare Außenrückspiegel, Radio mit CD-Spieler, eine halbautomatische Klimaanlage und Airbags für Fahrer und Beifahrer. Zusätzlich wird er als Luxusmodell mit Nacht- und Regensensoren ausgestattet, hat ein Navigationssystem, eine Diebstahlwarnanlage, eine Klimaanlage mit Zwei-Zonen-Automatik, Nebelleuchten, eine Zentralverriegelung mit Fernbedienung, OBD II, Rückfahr-Sensoren und Ledersitze.
| Modell                       | Awash Executive                 |
| Fahrzeugklasse               | Mittelklasse                    |
| Karosserieform               | Stufenheck                      |
| Höchstgeschwindigkeit (km/h) | 175                             |
| Fahrzeuglänge (mm)           | 4595                            |
| Fahrzeugbreite (mm)          | 1765                            |
| Fahrzeughöhe (mm)            | 1465                            |
| Radstand (mm)                | 2710                            |
| Spurweite vorne (mm)         | 1505                            |
| Spurweite hinten (mm)        | 1495                            |
| Bodenfreiheit (mm)           | 160                             |
| Tankinhalt (L)               | 55                              |
| Kofferraumvolumen (L)        | 458                             |
| Hubraum (cm³)                | 1488                            |
| Motorentyp                   | Mitsubishi 4G15S                |
| Norm                         | Euro IV                         |
| Zylinder                     | 4                               |
| Ventile                      | 16 DOHC                         |
| Leistung                     | 56 kW                           |
| Getriebe                     | 5-Gang manuell Mitsubishi F5M41 |
| Antrieb                      | Front                           |
| Motor                        | Ottomotor                       |